# Cache-cœur

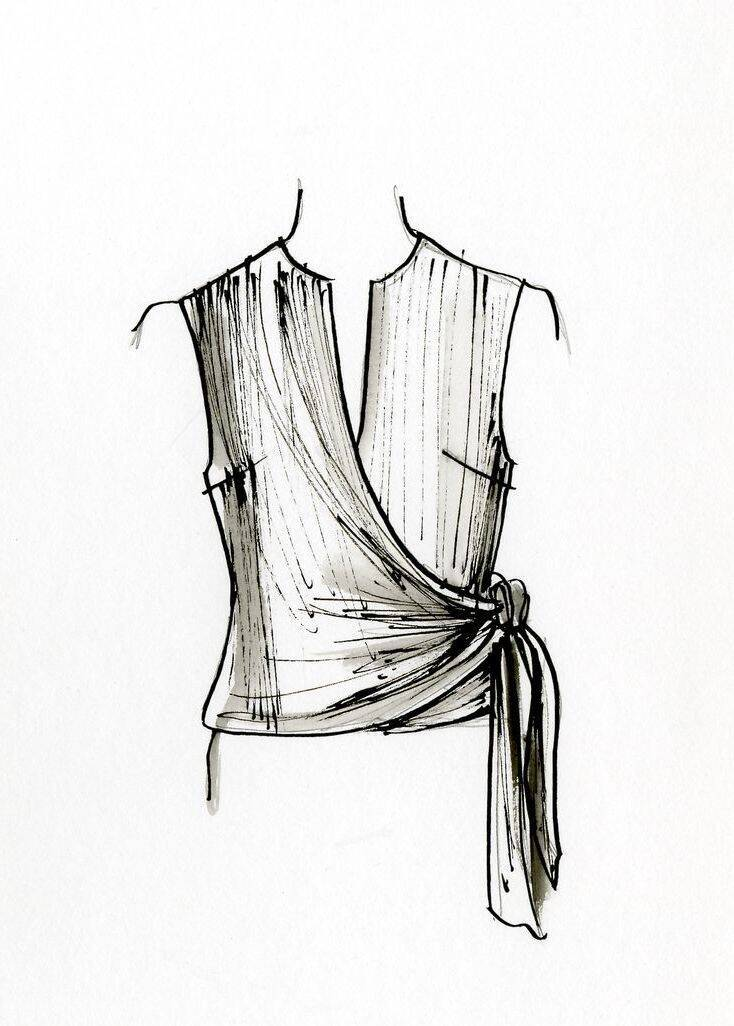
Cache-cœur.

Cache-cœur (franska ”gömma hjärtat”) är ett omlottliv med eller utan ärm som var på modet cirka 1930–1950 samt 1970–1990. Ursprunget är kamkoftan/bäddjackan.